# Аделајн (Илиноис)
Аделајн (енгл. Adeline) град је у америчкој савезној држави Илиноис.

## Демографија
По попису из 2010. године број становника је 85, што је 54 (-38,8%) становника мање него 2000. године.
| Група             | 2000.       | 2010.      |
| Белци             | 134 (96,4%) | 83 (97,6%) |
| Афроамериканци    | 0 (0,0%)    | 0 (0,0%)   |
| Азијати           | 0 (0,0%)    | 0 (0,0%)   |
| Хиспаноамериканци | 4 (2,9%)    | 1 (1,2%)   |
| Укупно            | 139         | 85         |